# Dene Morel
Dene Morel (* 17. Januar 1901 in Vereinigtes Königreich; † um den 10. Oktober 1928 in München, Deutsches Reich) war ein britischer Theater- und Stummfilmschauspieler in Deutschland.

## Leben und Wirken
Über das kurze Leben Morels ist nur wenig bekannt. Er war der Sohn eines britischen Labour-Abgeordneten und begann zunächst Medizin zu studieren. Nach ersten Theatererfahrungen stieß er schließlich 1927 zum deutschen Film, wohin ihn Morels Landsmann Graham Cutts geholt hatte. In seinen verbleibenden zwei Lebensjahren verkörperte der gutaussehende Brite auf der Leinwand zumeist Edelmänner wie den Prinz René in Robert Lands Romanverfilmung Alpentragödie, den Lord Hatfield in Karl Grunes aufwändigem Kostümfilm Marquis d’Eon, der Spion der Pompadour und den Klosternovizen Paulus, der in dem überaus gefühligen Melodram Hinter Klostermauern sich seiner Schwester zuliebe aufopfern will, und dem elterlichen Wunsch, ein gottgefälliges Klosterleben zu führen, nachzugeben beabsichtigt. Dies war sein letzter Film. Der verheiratete Dene Morel befand sich am Anfang einer sich hoffnungsvoll anlassenden Filmkarriere in Deutschland – zum Zeitpunkt seines Todes stand er an der Seite von Otto Gebühr auf der Besetzungsliste von Grunes wuchtigem Waterloo-Leinwandpanorama und sollte den Duke of Wellington spielen – als er völlig überraschend in München an den Folgen einer eitrigen Mandelentzündung starb.

## Filmografie (komplett)
- 1927: Die Spielerin
- 1927: Alpentragödie
- 1928: Ein Mädel mit Temperament
- 1928: Marquis d’Eon, der Spion der Pompadour
- 1928: Hinter Klostermauern